# Stryphnodendron
Stryphnodendron es un género de  plantas con flores perteneciente a la familia Fabaceae.

## Especies
- Stryphnodendron adstringens
- Stryphnodendron coriaceum
- Stryphnodendron guianense
- Stryphnodendron harbesonii
- Stryphnodendron microstachyum
- Stryphnodendron obovatum
- Stryphnodendron polystachyum
- Stryphnodendron porcatum
- Stryphnodendron pulcherrimum
- Stryphnodendron racemiferum